# Ловно (озеро)
Ловно (Лаун, Лавнъявр) — озеро в западной части Кольского района Мурманской области. Расположено на высоте 131 м южнее 155-го км автодороги Кола — Госграница. Площадь водоёма составляет 10,4 км².
Из озера вытекает река Лоунйоки, впадающая в Лотту (бассейн Туломы), и связывающая его с Баренцевым морем. На западном берегу озера находятся бараки.